# Tomas Molinares
Tomas Molinares (ur. 6 kwietnia 1965) – kolumbijski bokser, były mistrz świata WBA w wadze półśredniej.

## Kariera amatorska
W 1983 roku startował na mistrzostwach świata juniorów w wadze do 67kg, które odbywały się w Santo Domingo. W ćwierćfinale pokonał go Amerykanin Mylon Watkins, który zdobył złoty medal.

## Kariera zawodowa
Jako zawodowiec zadebiutował 26 października 1984 roku. Pierwsze 23 walki stoczył ze słabszymi rywalami, wszystkie wygrał, zdobywając mistrzostwo Kolumbii oraz pas WBC FECARBOX.
29 lipca 1988 roku dostał szansę walki o mistrzostwo świata WBA. Jego rywalem był Marlon Starling. Wynik wywołał wiele kontrowersji, ponieważ Starling skręcił kostkę i nie mógł kontynuować pojedynku, a sędzia Joe Cortez wyliczył Amerykanina. Niedługo potem walka została uznana za nieodbytą, ale tytuł pozostał przy Molinaresie.
Nie bronił mistrzostwa, ponieważ przeszkadzały mu problemy zdrowotne i kontuzje. W 1989 roku stoczył 2 walki, obie przegrywając z anonimowymi rywalami. Po ostatniej porażce zakończył karierę i już nigdy nie stoczył zawodowej walki.